# Едіпсос
Едіпсо́с (грец. Αιδηψός) — муніципалітет у номі Евбея та бальнеокліматичний курорт в Греції, на острові Евбея на березі Егейського моря. Населення 6 670 чоловік (2001).
Термальні (до 78°C) хлоридні натрієві, в тому числі родонові мінеральні води. Про мінеральні джерела Едіпсоса згадували Аристотель і Плутарх, їх відвідували імператори Август і Адріан.

## Населення
| Рік  | Населення |
| ---- | --------- |
| 1981 | 3903      |
| 1991 | 2366      |
| 2001 | 6670      |